# 楊戩 (明朝)
楊戩（15世紀—16世紀），字德儀，山西太原府忻州人，明朝政治人物。

## 生平
楊戩為諸生時已奮志力學、剛正自持，是成化十年（1474年）癸卯科山西鄉試舉人，授通政司經歷，陞秦州知州，為政嚴明，吏民畏服，人們歌頌他：「得楊公一剖百事了矣。」之後他因不向劉瑾獻媚被罷官，劉瑾被誅殺後轉為淮安府清軍貼堂同知，一如在秦州方正嚴毅，屬下都不敢私謁，四年內清謹如一，正德五年（1510年）陞常德府知府。

## 引用
1. 1 2  光緒《忻州直隸志·卷三十·賢良》：楊戩，字德儀，忻州人，成化甲午舉人，初任通政司經厯，陞陝西秦州知州、南直淮安府同知、湖廣常德府知府，為諸生時奮志力學、剛方自守，居官政尚嚴明，吏民畏服，在秦州有「徹底澄清」之謠，以不事中人劉瑾罷，瑾誅復官。
2. ↑  光緒《秦州直隸州新志·卷十一·名宦上》：李賓，鹽山人；楊戩，山西忻州人，宏治中皆以舉人先後知秦州……戩一於威嚴、肅然稱理，民咸曰：「得楊公一剖百事了矣。」遷江南淮安同知。
3. ↑  光緒《淮安府志·卷二十七·仕蹟》：楊戩，宏治中同知府事，剛方嚴毅，不敢干以私，在任四年清謹如一。